# George M. Chilcott
George Miles Chilcott, född 2 januari 1828 i Huntingdon County, Pennsylvania, död 6 mars 1891 i Saint Louis, Missouri, var en amerikansk republikansk politiker. Han representerade delstaten Colorado i USA:s senat 1882-1883.
Chilcott studerade medicin och juridik. Han valdes 1853 till sheriff i Jefferson County, Iowa. Han flyttade 1856 till Nebraskaterritoriet och 1859 till Coloradoterritoriet. Han representerade Coloradoterritoriet som icke röstberättigad delegat i USA:s kongress 1867-1869.
Senator Henry M. Teller avgick 1882 för att tillträda som USA:s inrikesminister. Chilcott blev utnämnd till senaten. Han efterträddes följande år som senator av Horace Tabor.
Chilcott avled 1891 och gravsattes på Masonic Cemetery i Pueblo, Colorado.